# Приходько Геннадій Миколайович
Геннадій Миколайович Приходько (нар. 14 серпня 1973, Інгулець, Криворізький район,
Дніпропетровська область, УРСР) — радянський та український футболіст та тренер, майстер спорту України.

## Кар'єра гравця
Футболом Геннадій розпочинав займатися в рідному місті Інгулець, де осягав ази гри займаючись з батьком, пізніше продовжив футбольне навчання в спеціалізованому класі. Через деякий час переїхав до Києва, де навчався в Республіканській спортивній школі-інтернаті (РСШІ).
Після закінчення спортшколи, в 1990 році юний футболіст був зарахований у команду майстрів «Динамо» (Біла Церква), яка виступала у другій лізі під керівництвом заслуженого майстра спорту Володимира Онищенка. У своєму дебютному сезоні, Геннадій взяв участь у 8 поєдинках. В останній союзній першості 1991 року, Приходько вже був гравцем основного складу, граючи на позиції опорного півзахисника. З наступного року, білоцерківська команда, отримавши нову назву «Рось», стартувала в першій лізі чемпіонату України, за підсумками якого колектив фінішував на 4 місці в своїй підгрупі.
Відігравши ще один сезон в команді з Білої Церкви, півзахисник перейшов у вищоліговий «Кривбас», куди його запросив тодішній тренер Ігор Надєїн. Дебютував Геннадій в елітному дивізіоні 8 серпня 1993 року, в гостьовому поєдинку проти луганської «Зорі», замінивши в другому таймі Ігоря Литвиненка. В наступних декількох матчах чемпіонату, півзахисник обмежився виходами на поле у другому таймі, лише в домашньому поєдинку 5-го туру проти одеського «Чорноморця», наставник вперше довірив місце в стартовому складі молодому футболісту. Згодом Приходько став твердим гравцем основи «Кривбасу», займаючи на поле позицію відтягнутого центрального півзахисника. Незважаючи на гру в середині поля, забитими голами Геннадій відрізнявся не часто, більше працюючи на оборону і організацію атак з глибини поля. Свій дебютний гол у вищій лізі Приходько забив у сезоні 1995/96 років, в матчі 6-го туру «Кривбас» - «Дніпро», вразивши ворота дніпропетровця Миколи Медіна. У домашньому поєдинку другого кола проти «Зорі-МАЛСу», відзначився і другим голом у еліті, на цей раз перегравши, який захищав ворота луганчан Юрія Малигіна, з одинадцятиметрової позначки. Незважаючи на часті зміни головних тренерів, які відбувалися в «Кривбасі» середини 1990-х років, Приходько продовжував стабільно виходити на футбольне поле, будучи основним опорним півзахисником команди.
Напередодні початку сезону 1997/98 років колектив з Кривого Рогу очолив Олег Таран. У першій частині чемпіонату Геннадій продовжував грати в стартовому складі, разом з «Кривбасом» пробився в півфінал Кубка України, де команді довелося протистояти київським динамівцям, які закрили краворожанам шлях до вирішального матчу. У другому колі Геннадій став рідше виходити на поле в стартовому складі, наставник поступово став робити ставку в опорній зоні на інших футболістів.
По закінченню сезону півзахисник приймає рішення покинути команду, перебравшись до запорозького «Торпедо», яке виступало в першій лізі під керівництвом тренера Леоніда Колтуна. Перед торпедівцями була поставлене завдання, вийти до вищої ліги, з якою команда успішно впоралася, за підсумками сезону зайнявши прохідне, третє місце. Вагомий внесок в успішний виступ колективу вніс і Приходько, який зіграв у першості 34 матчі. Але через фінансові проблеми клубу, зіграти в елітному дивізіоні торпедівцям так і не довелося. На той час, колишній наставник команди Леонід Колтун, вже очолював дніпропетровський «Дніпро». Незабаром наставник дніпрян запросив в свою команду і Приходько, можливості якого він добре знав. Але вже після стартових матчів чемпіонату 1999/00, Колтуна на тренерському містку змінив Микола Федоренко. Приходько відіграв за «Дніпро» першу частину сезону, після чого перебрався в інший клуб вищої ліги - кіровоградську «Зірку», з якою пробився в півфінал Кубка України, де кіровоградська команда поступилася колишньому клубу Геннадія, «Кривбасу».
Влітку 2000 року Приходько переходить в латвійський клуб «Дінабург», який очолював молодий український тренер, колишній партнер Геннадія по «Кривбасу», Роман Григорчук. У чемпіонаті клуб з Даугавпілса фінішував на 4-му місці, а в 2001 році вийшов у фінал Кубка Латвії, де поступився ризького «Сконто» з рахунком 0:2. З латвійським клубом Приходько дебютував в єврокубкових турнірах, зігравши сім поєдинків у Кубку Інтертото, а також у серпні 2001 року провів дві гри в Кубку УЄФА, де його команда протистояла хорватському «Осієку». У першому матчі «Дінабург» поступився на своєму полі з рахунком 1:2. Не змогла команда відігратися і в матчі-відповіді, пропустивши прикрий гол з пенальті, призначений за гру рукою Приходька у власному штрафному майданчику.
Повернувшись в Україну, сезон 2002/03 років Геннадій провів у футбольному клубі «Олександрія». Дебютував у футболці олександрійців 10 серпня 2002 року в переможному (2:0) виїзному поєдинку 1/32 фіналу кубку України. Геннадій вийшов на поле в стартовому складі та відіграв увесь матч. Перший матч у «вищці» за «поліграфів» провів 18 серпня 2002 року в виїзному (поразка з рахунком 1:5) поєдинку 7-го туру проти київського «Арсеналу». Приходько вийшов на поле на 46-ій хвилині, замінивши Валентина Слюсара. У футболці «Поліграфтехніки» у чемпіонаті України зіграв 13 матчів, ще 2 поєдинки провів у кубку України. По закінченню сезону, через фінансові проблеми, клуб знявся зі змагань, а Приходько перебрався в вінницьку «Ниву», куди його запросив наставник команди - Роман Покора, який до цього тренував олександрійців. Відігравши сезон за вінницький клуб, де досвідчений півзахисник був одним з лідерів команди, Геннадій повернувся до Кривого Рогу, продовживши виступи за місцевий «Гірник», який грав у другій лізі. В 2005 році перейшов в «Олександрію», відгукнувшись на запрошення Романа Покори, який в черговий раз очолив команду. Повторно дебютував у складі «Олександрії» 7 квітня 2005 року в нічийному (0:0) домашньому поєдинку 13-го туру групи «Б» другої ліги чемпіонату України проти мелітопольського «Олкома». Геннадій вийшов на поле в стартовому складі та відіграв увесь матч. Дебютними голами в складі олександрійців відзначився 27 травня 2005 року на 41-ій та 45+1-ій хвилинах переможного (3:1) виїзного поєдинку 23-го туру групи «Б» другої ліги чемпіонату України проти «Севастополя». Приходько вийшов на поле в стартовому складі, а на 89-ій хвилині його замінив Олександр Батраченко. У складі ПФК «Олександрії» зіграв 13 матчів та відзначився 2-ма голами. Відігравши за «городян» друге коло сезону 2004/05 років, Геннадій Приходько приймає рішення завершити професійну ігрову кар'єру. З 2007 по 2008 роки виступав у складі аматорських клубів «Альгофабрика» (Кривий Ріг), «Севаш» (Дніпропетровськ) та «Міттал» (Кривий Ріг).

## Кар'єра тренера
Тренерську професію Геннадій Миколайович почав освоювати в дублюючому складі «Кривбасу», куди його запросив своїм помічником колишній одноклубник, Андрій Купцов, який очолював резервістів. З 2007 року тренував команду «Кривбас-3», складену з молодих футболістів клубу.
На початку травня 2010 року, Геннадій Приходько призначений на посаду головного тренера команди «Гірник» (Кривий Ріг). Ініціатором запрошення на тренерський пост молодого наставника виступив президент клубу Костянтин Караманиць.  Перед новим тренером була поставлена задача створити боєздатний колектив, здатний вести боротьбу за високі місця. Уже в сезоні 2010/11 років підопічні Приходька фінішували на 5-му місці в своїй групі друголігового турніру, а в наступній першості посіли 4-ту сходинку в турнірній таблиці, що на той час стало найкращим результатом команди за весь період виступів серед професійних клубів. Ще більш вдалим для «Гірника» видався сезон 2013/14 років, в якому відповідно до регламенту одразу чотири команди отримували право підвищитися в класі. Колектив Приходька протягом усього турніру знаходився в групі лідируючих команд і в підсумку, фінішувавши на 4-ій позиції, достроково за тур до закінчення першості завоював путівку в першу лігу.

## Досягнення
- Кубок Латвії
  -  Фіналіст (1): 2001